# شبدر دورگ
شبدر دورگ (نام علمی: Trifolium hybridum) نام یک گونه از سرده شبدر است.